# Chāndvad
Chāndvad är en ort i Indien.   Den ligger i distriktet Nashik och delstaten Maharashtra, i den centrala delen av landet, 1 000 km söder om huvudstaden New Delhi. Chāndvad ligger 734 meter över havet och antalet invånare är 19 592.
Terrängen runt Chāndvad är platt söderut, men norrut är den kuperad. Runt Chāndvad är det ganska tätbefolkat, med 230 invånare per kvadratkilometer. Det finns inga andra samhällen i närheten. Trakten runt Chāndvad består till största delen av jordbruksmark.